# Quercus guyavifolia
Quercus guyavifolia — вид рослин з родини букових (Fagaceae), поширений у Китаї.

## Опис
Це вічнозелений кущ або дерево до 15 метрів заввишки. Листова пластинка довгаста, еліптична, яйцеподібна або зворотнояйцеподібна, 2–9 × 1.5–5 см, низ запушений, верх запушений вздовж серединної жилки, основа округла, край цілий або з колючкоподібними зубцями, верхівка від тупої до виїмчастої; ніжка листка (1)2–4(7) мм. Жіночі суцвіття 2–6 см. Жолуді поодинокі або парні, на 2–6 см ніжці, майже кулясті, у довжину 2 см, у діаметрі 1.5–1.8 см; чашечка охоплює 1/2 горіха.
Цвітіння: травень — липень. Плодоношення: вересень — листопад наступного року.

## Середовище проживання
Поширення: Китай (Юньнань, Сичуань, Гуйчжоу). Росте на висотах від 2500 до 4000 метрів у гірських лісах і субальпійських чагарниках.